# Strade Bianche 2020
De 14e editie van de Italiaanse wielerwedstrijd Strade Bianche werd verreden op 1 augustus 2020. Aanvankelijk zou de wedstrijd plaatsvinden op 7 maart 2020. Echter op 5 maart werd bekendgemaakt dat de wedstrijd was uitgesteld in verband met de uitbraak van de Coronapandemie in Italië.. Titelverdediger was de Fransman Julian Alaphilippe; hij werd opgevolgd door de Belg Wout van Aert.

## Mannen

### Deelnemende ploegen
De Strade Bianche was onderdeel van de UCI World Tour. De organisatie deelde 5 wildcards uit aan Alpecin-Fenix, Androni Giocattoli-Sidermec, B&B Hotels-Vital Concept, Bardiani-CSF en Circus-Wanty-Gobert.

### Uitslag
| Strade Bianche 2020 |                       |                       |          |
| Plaats              | Naam                  | Ploeg                 | Tijd     |
| Winnaar             | Wout van Aert         | Team Jumbo-Visma      | 4u58'56" |
| 2                   | Davide Formolo        | UAE Team Emirates     | + 30"    |
| 3                   | Maximilian Schachmann | BORA-hansgrohe        | + 32"    |
| 4                   | Alberto Bettiol       | EF Education First    | + 1'31"  |
| 5                   | Jakob Fuglsang        | Astana Pro Team       | + 2'55"  |
| 6                   | Zdenek Štybar         | Deceuninck–Quick-Step | + 3'59"  |
| 7                   | Brent Bookwalter      | Mitchelton-Scott      | + 4'25"  |
| 8                   | Greg Van Avermaet     | CCC Team              | + 4'27"  |
| 9                   | Michael Gogl          | NTT Pro Cycling       | + 6'47"  |
| 10                  | Diego Rosa            | Arkéa Samsic          | + 7'45"  |
| 11                  | Gregor Mühlberger     | BORA-hansgrohe        | + 8'11"  |
| 12                  | Michał Kwiatkowski    | Team INEOS            | + 10'03" |
| 13                  | Tadej Pogačar         | UAE Team Emirates     | z.t.     |
| 14                  | Stefan Küng           | Groupama-FDJ          | z.t.     |
| 15                  | Mathieu van der Poel  | Alpecin-Fenix         | + 10'06" |
| 16                  | Diego Ulissi          | UAE Team Emirates     | + 10'09" |
| 17                  | Gorka Izagirre        | Astana Pro Team       | z.t.     |
| 18                  | Loïc Vliegen          | Circus-Wanty-Gobert   | + 10'11" |
| 19                  | Matej Mohorič         | Bahrain McLaren       | + 10'30" |
| 20                  | Andrea Vendrame       | AG2R La Mondiale      | + 13'41" |

## Vrouwen
De wedstrijd is bij de vrouwen aan zijn zesde editie toe en maakt deel uit van de UCI Women's World Tour 2020 in de categorie 1.WWT. De Nederlandse Annemiek van Vleuten won de wedstrijd voor de twee keer op rij. 

### Uitslag
| Strade Bianche 2020 |                           |                                    |          |
| Plaats              | Naam                      | Ploeg                              | tijd     |
| Winnaar             | Annemiek van Vleuten      | Mitchelton-Scott                   | 4u03'54" |
| 2                   | Margarita Victoria García | Alé BTC Ljubljana                  | + 22"    |
| 3                   | Leah Thomas               | Paule Ka                           | + 1'53"  |
| 4                   | Anna van der Breggen      | Boels Dolmans Cycling Team         | + 2'05"  |
| 5                   | Elisa Longo Borghini      | Trek-Segafredo                     | + 2'11"  |
| 6                   | Marianne Vos              | CCC-Liv                            | + 2'26"  |
| 7                   | Cecilie Uttrup Ludwig     | FDJ Nouvelle-Aquitaine Futuroscope | + 2'40"  |
| 8                   | Lisa Brennauer            | Ceratizit-WNT                      | + 3'26"  |
| 9                   | Karol-Ann Canuel          | Boels Dolmans Cycling Team         | + 4'20"  |
| 10                  | Marta Bastianelli         | Alé BTC Ljubljana                  | + 5'20"  |
|                     |                           |                                    |          |
| 24                  | Julie Van de Velde        | Lotto Soudal Ladies                | + 8'24"  |

2007 · 2008 · 2009 · 2010 · 2011 · 2012 · 2013 · 2014 · 2015 · 2016 · 2017 · 2018 · 2019 · 2020 · 2021 · 2022 · 2023 · 2024 · 2025
Tour Down Under ·
Great Ocean Road Race ·
Ronde van de Verenigde Arabische Emiraten ·
Omloop Het Nieuwsblad ·
Parijs-Nice · 
Strade Bianche ·
Ronde van Polen ·
Milaan-San Remo ·
Ronde van Lombardije ·
Critérium du Dauphiné ·
Bretagne Classic ·
Ronde van Frankrijk ·
Tirreno-Adriatico · 
BinckBank Tour ·
Waalse Pijl ·
Ronde van Italië ·
Luik-Bastenaken-Luik ·
Gent-Wevelgem ·
Ronde van Vlaanderen ·
Ronde van Spanje ·
Driedaagse Brugge-De Panne

afgelaste wedstrijden: Parijs-Roubaix ·
Ronde van Guangxi ·
Ronde van Catalonië ·
E3 BinckBank Classic ·
Dwars door Vlaanderen ·
Ronde van het Baskenland ·
Eschborn-Frankfurt ·
Ronde van Romandië ·
Ronde van Zwitserland ·
Clásica San Sebastián ·
RideLondon Classic ·
EuroEyes Cyclassics ·
GP Quebec ·
GP Montreal ·
Amstel Gold Race
 Cadel Evans Great Ocean Road Race ·
 Strade Bianche ·
 GP de Plouay ·
 La Course by Le Tour de France ·
 Ronde van Italië voor vrouwen ·
 Waalse Pijl ·
 Luik-Bastenaken-Luik ·
 Gent-Wevelgem ·
 Ronde van Vlaanderen ·
 Driedaagse Brugge-De Panne ·
 La Madrid Challenge by La Vuelta ·
 Bevrijdingsronde van Drenthe ·
 Trofeo Alfredo Binda-Comune di Cittiglio ·
 Ronde van Californië ·
 OVO Energy Women's Tour ·
 Ronde van Noorwegen ·
 PostNord Vårgårda WestSweden ·
 Boels Ladies Tour ·
 Amstel Gold Race
 Parijs-Roubaix ·
 Ronde van Guangxi ·
 Ronde van Chongming ·